# Tritoniopsis lata
Tritoniopsis lata är en irisväxtart som först beskrevs av Harriet Margaret Louisa Bolus, och fick sitt nu gällande namn av Gwendoline Joyce Lewis. Tritoniopsis lata ingår i släktet Tritoniopsis och familjen irisväxter.

## Underarter
Arten delas in i följande underarter:
- T. l. lata
- T. l. longibracteata